# Österreichische Alpine Skimeisterschaften 1990
Die Österreichischen Alpinen Skimeisterschaften 1990 fanden in Zauchensee, in Tux und im Bregenzerwald statt.

## Herren

### Abfahrt
| Platz | Name           | Zeit |
| ----- | -------------- | ---- |
| 1     | Erwin Resch    | -    |
| 2     | Peter Rzehak   | -    |
| 3     | Leonhard Stock | -    |

Ort: Zauchensee

### Super-G
| Platz | Name             | Zeit |
| ----- | ---------------- | ---- |
| 1     | Günther Mader    | -    |
| 2     | Peter Rzehak     | -    |
| 3     | Rainer Salzgeber | -    |

Ort: Tux

### Riesenslalom
| Platz | Name               | Zeit |
| ----- | ------------------ | ---- |
| 1     | Richard Kröll      | -    |
| 2     | Konrad Walk        | -    |
| 3     | Stephan Eberharter | -    |

Ort: Bregenzerwald

### Slalom
| Platz | Name                 | Zeit |
| ----- | -------------------- | ---- |
| 1     | Günther Mader        | -    |
| 2     | Michael Tritscher    | -    |
| 3     | Thomas Stangassinger | -    |

Ort: Bregenzerwald

### Kombination
Die Kombination setzt sich aus den Ergebnissen von Slalom, Riesenslalom und Abfahrt zusammen.
| Platz | Name             |
| ----- | ---------------- |
| 1     | Rainer Salzgeber |
| 2     | Johann Hofer     |
| 3     | Thomas Gsodam    |

## Damen

### Abfahrt
| Platz | Name             | Zeit |
| ----- | ---------------- | ---- |
| 1     | Monika Kogler    | -    |
| 2     | Barbara Sadleder | -    |
| 3     | Anita Wachter    | -    |

Ort: Zauchensee

### Super-G
| Platz | Name                  | Zeit |
| ----- | --------------------- | ---- |
| 1     | Michaela Dorfmeister  | -    |
| 2     | Veronika Wallinger    | -    |
| 3     | Gerlinde Brandstetter | -    |

Ort: Tux

### Riesenslalom
| Platz | Name               | Zeit |
| ----- | ------------------ | ---- |
| 1     | Anita Wachter      | -    |
| 2     | Andrea Salvenmoser | -    |
| 3     | Birgit Wolfram     | -    |

Ort: Bregenzerwald

### Slalom
| Platz | Name             | Zeit |
| ----- | ---------------- | ---- |
| 1     | Claudia Strobl   | -    |
| 2     | Ingrid Stöckl    | -    |
| 3     | Petra Kronberger | -    |

Ort: Bregenzerwald

### Kombination
Die Kombination setzt sich aus den Ergebnissen von Slalom, Riesenslalom und Abfahrt zusammen.
| Platz | Name                |
| ----- | ------------------- |
| 1     | Michaela Thaler     |
| 2     | Renate Götzendorfer |
| 3     | Daniela Weitgasser  |